# Cardeñajimeno (kommunhuvudort)
Cardeñajimeno är en kommunhuvudort i Spanien.   Den ligger i provinsen Provincia de Burgos och regionen Kastilien och Leon, i den norra delen av landet, 210 km norr om huvudstaden Madrid. Cardeñajimeno ligger 926 meter över havet och antalet invånare är 650.
Terrängen runt Cardeñajimeno är platt. Runt Cardeñajimeno är det mycket glesbefolkat, med 3 invånare per kvadratkilometer. Närmaste större samhälle är Burgos, 6,7 km väster om Cardeñajimeno. Trakten runt Cardeñajimeno består till största delen av jordbruksmark.